# 김진규 (인천광역시의원)
김진규(金鎭圭, 1966년 4월 5일 ~ )은 대한민국 인천광역시의회 의원이다.

## 학력
- 보령청파국민학교 졸업
- 대전중학교 졸업
- 공주고등학교 졸업
- 단국대학교 학사
- 인하대학교 정책대학원 행정학 석사

## 경력
- 2010년 7월 1일 ~ 2014년 6월 30일 : 제6대 인천광역시 서구의회 의원
- 2014년 7월 1일 ~ 2018년 6월 30일 : 제7대 인천광역시의회 의원
- 2018년 7월 1일 ~ 2022년 6월 30일 : 제8대 인천광역시의회 의원
- 2020년 10월 30일 ~ 2022년 6월 30일 : 더불어민주당 인천광역시당 을지키는민생실천위원회 위원장
- 2022.10 ~ 현재 : 더불어민주당 인천광역시당 교육연수위원회 위원장

## 역대 선거 결과
|  | 28.67% |

|  | 52.53% |

|  | 73.34% |